# Ракаиа (река)
Ракаиа (англ. Rakaia River) — одна из крупнейших рек Новой Зеландии, протекает в центральной части Южного острова на территории региона Кентербери. Длина реки равна 140 км. Площадь водосборного бассейна — 2910 км². Среднегодовой расход воды — 200 м³/с, пиковый расход в наводнения может достигать 4000 м³/с.
Река начинается из озера ледника Лайелл в Южных Альпах. От истока течёт в восточном направлении по ущелью, многократно делясь на протоки. От устья Уилберфорса поворачивает на юго-восток и сохраняет это направление до устья. Впадает в Тихий океан несколькими рукавами западнее полуострова Банкс.
Основные притоки — реки Уилберфорс и Матиас, оба — левые. В бассейне реки находится озеро Герон. 

На реке расположены населённые пункты Ракаиа, Лейк-Колеридж, Гленрок, Гленаан.

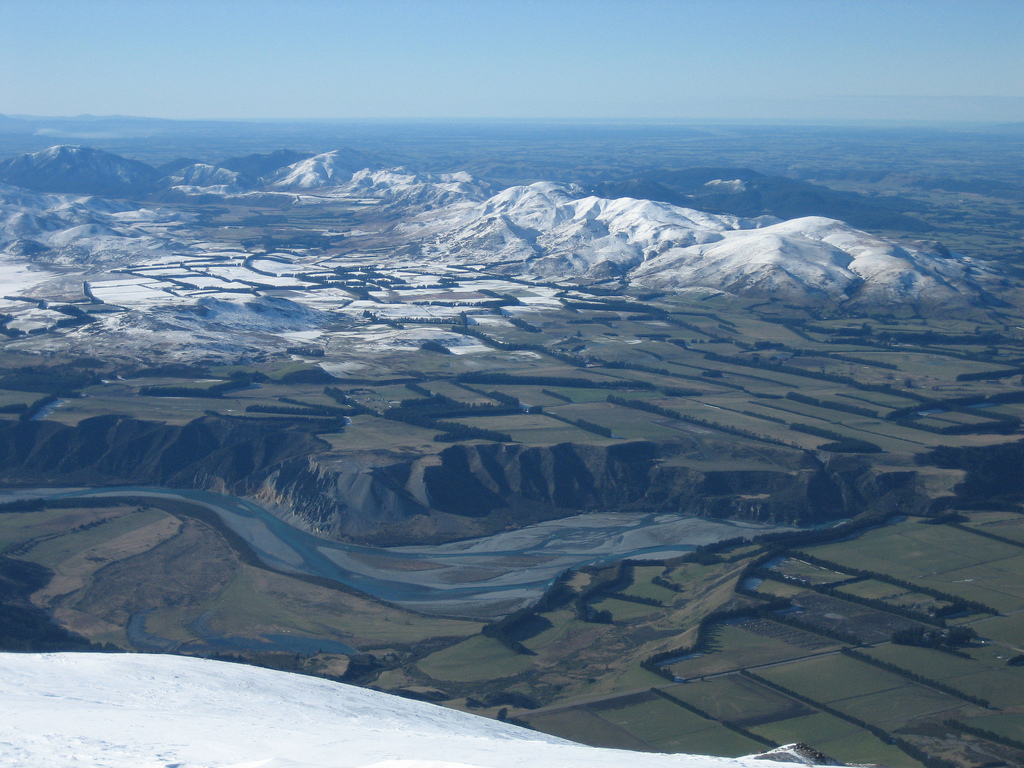
Вид с горы Хатт на реку
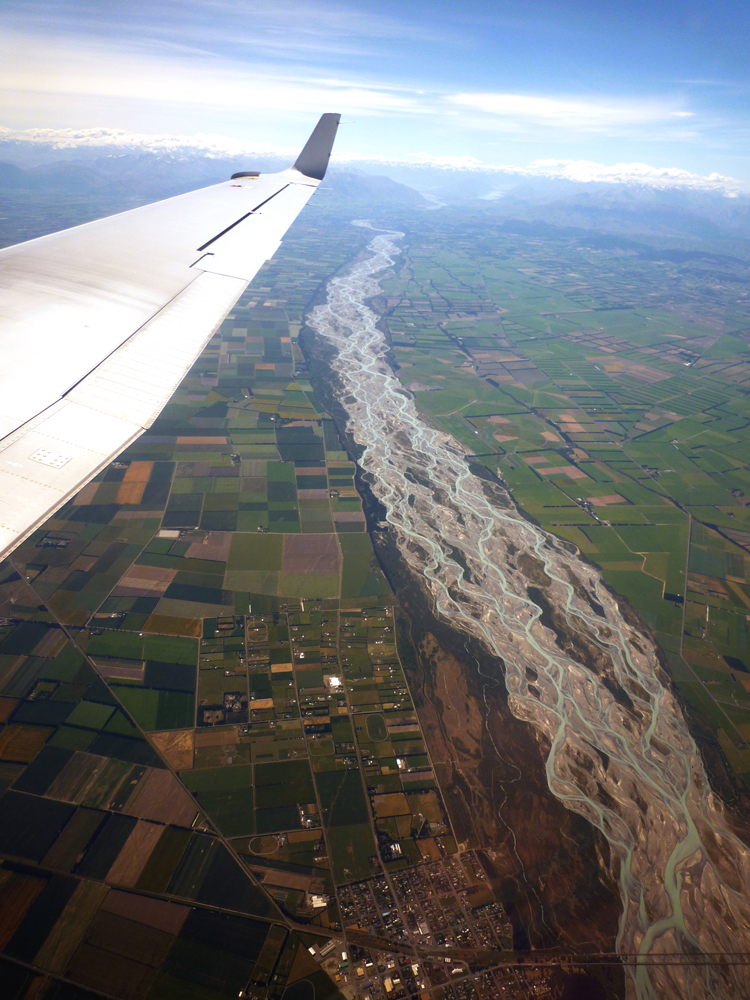
Река Ракаиа, снимок с самолёта